# Денні Ґеттон
Денієл Вуд Ґеттон-молодший, знаний як Денні Ґеттон (англ. Daniel «Danny» Wood Gatton Jr.; 4 вересня 1945 — 4 жовтня 1994) — американський гітарист-віртуоз, який поєднав блюз, рокабілі, джаз і кантрі, щоб створити музичний стиль, який він назвав «redneck jazz».

## Кар'єра
Деніел Вуд Ґеттон-молодший народився у Вашингтоні, округ Колумбія, у 1945 році. Син ритм-гітариста, Ґеттон почав грати у віці дев'яти років. У 1960—1964 роках він грав на джазовій гітарі в Offbeats, потім працював сесійним музикантом у Нешвіллі. Коли він повернувся до Вашингтона, він привернув увагу в 1970-х як учасник Liz Meyer & Friends та інших місцевих гуртів. Він записав свій дебютний альбом American Music (1975), а потім Redneck Jazz (1978) з гітаристом Pedal Steel Бадді Еммонсом, який з'явився гостем. Він заснував гурт Redneck Jazz Explosion.
Хоча Ґеттон міг грати більшість жанрів музики, включаючи джаз, блюз, блюграс і рок, він був відомий як гітарист кантрі та рокабілі. Гастролював зі співаками Роджером Міллером і Робертом Ґордоном. Іноді його називали «телемейстером» і «найвидатнішим невідомим гітаристом у світі». Гітарист Амос Ґарретт назвав його «The Humbler» за його здатність перемагати інших гітаристів у «головоломних» джем-сесіях. Проте з цього приводу Ґеттон заявив: «Найбільшим скромником за всі часи для мене був би Ленні Бро. Він був найкращим, кого я коли-небудь бачив».
У 1987 році, через дев'ять років після свого попереднього альбому, він випустив Unfinished Business, еклектичну колекцію поп-, рок- та кантрі-музики, яку журнал Guitar World назвав десятим найкращим альбомом 1980-х років. Він отримав контракт зі своїм першим великим звукозаписним лейблом і випустив ще один еклектичний альбом, 88 Elmira Street (Elektra, 1991), який містив кавер-версію музичної композиції з мультсеріалу Сімпсони.
Ґеттон звернувся до джазу для альбомів New York Stories (Blue Note, 1992) і Relentless (1994) з Джої ДеФранческо.

## Смерть
4 жовтня 1994 року Ґеттон закрився в гаражі на своїй фермі в Ньюбурзі, штат Меріленд, і покінчив життя самогубством, вистріливши з вогнепальної зброї. Хоча він не залишив ні записки, ні пояснень, члени сім'ї та близькі друзі вважають, що він страждав від депресії протягом багатьох років. Друг і барабанщик Дейв Елліотт сказав, що, на його думку, Ґеттон страждав від депресії з моменту їхньої зустрічі понад двадцять років тому.